# Marad
Marad è una delle antiche città della Mesopotamia meridionale, la cui storia copre un lungo arco cronologico. 
Il sito di Marad si trova all'interno di un luogo indicato localmente con il nome di “Wanna-wa-Sadoum”. Questo termine, in realtà, comprende due aree insediative distinte e distanti circa un chilometro l’una dall’altra: Sadoum collocata nel nord e Wanna nella zona meridionale. Le rovine dell'antica città di Marad, in particolare, sono identificate nel sito settentrionale di Tell as-Sadoum, posto a ca. 20 km a nord-ovest dell’odierno centro di ad-Dewaniya e a ca. 50 km a sud-est dell’antico sito di Kish (odierno Tall al-Uhaymir). Posta in prossimità di uno dei principali affluenti dell'Eufrate, il fiume Arahtu, il sito si venne così a sviluppare fra tre dei principali centri della regione: Babilonia a nord-ovest e Nippur e Isin a sud-est. 
Il significato del nome "Marad" rimane ancora una questione aperta fra studiosi. Alcuni filologi ritengono che questo toponimo non abbia origini accadiche né sumeriche. Menzionato per la prima volta in documenti cuneiformi risalenti al I Periodo Protodinastico, il termine rimase in uso per tutto il III e II millennio, fino a primi secoli del I millennio.

## Archeologia
Il sito fu identificato per la prima volta da François Thureau-Dangin sulla base delle affermazioni contenute in uno testo del 1910 di Langdon, il quale affermava di aver visto, presso un rivenditore di antichità di Parigi, un duplicato di un’iscrizione neo-babilonese di Nabucodonosor che celebrava la ricostruzione del tempio di Marad. Lo stesso Langdon sottolineava che, secondo delle informazioni raccolte, questa inscrizione giungeva da un Tell o un gruppo di Tell chiamati Wannah e Sedoum". Tale ipotesi, come affermato nel 1914 da A.Clay, sembrava essere confermata dalla provenienza da “Wana-Sedum” di un’ulteriore iscrizione di Naram-Sin, che commemorava la costruzione di un tempio in onore di Lugal-Marada, il dio della città di Marad. 
I primi scavi archeologici furono avviati dal team dell'Università di Al-Qadisiyyah (Iraq) nel 1990 sotto la direzione di Naal Hannoon, per poi essere ripresi dal 2005 al 2007 sotto la direzione di Abbas Al-Hussainy. Nel corso di questi anni sono state indagate varie aree del sito, tra cui si annovera un edificio templare di dimensioni monumentali (Area A), varie porzioni del temenos che lo racchiudeva e una serie di strutture a carattere residenziale-amministrativo (Area B) in prossimità dell’edificio sacro. 
Nel 2019 ha preso avvio un nuovo progetto di ricerca condotto dalla missione archeologica italo-irachena condiretta da Anacleto D’Agostino dell’Università di Pisa, Valentina Orsi dell’Università di Siena e Abbas al-Hussainy dell’Università di al-Qadissiyah. 
Oltre a queste indagini archeologiche va ricordato che il sito di Tell as-Sadoum nel corso del tempo ha subito lo scavo illegale di un piccolo archivio, che registrava gli affari (principalmente legati alla coltivazione della palma da dattero, come attestano la annotazione dell’acquisto di terreni, campi e giardini di datteri) della famiglia di un certo Ilum-bani. La prova a favore che queste diciotto tavolette provenivano dall’antica città di Marad è costituita dal fatto che la maggior parte di esse include un giuramento al dio Lugal-Marada. Le persone in questi testi a volte recano nomi personali contenenti nomi di divinità attestate solamente in questa città, tra cui il più presente è il dio Lulu. Quest’ultimo è posto a capo di gruppo di divinità associate a Lugal-Marada, sebbene quest'ultimo non sia mai usato come elemento teoforico nei nomi personali. 
La struttura monumentale, collocata nel punto più elevato dell’insediamento chiamato Bint ish-Shaikh, è un edificio a pianta rettangolare costituito da un’ampia cella fornita al centro della parete posteriore di una nicchia. Le indagini condotte dal team iracheno hanno documentato come l'edificio fosse colmato da un terreno sabbioso pulito e privo di frammenti ceramici. In via preliminare è stato ipotizzato che la costruzione ora in luce fosse da datare al periodo paleo-babilonese e, in uso ancora nel corso del periodo cassita, fosse stata poi intenzionalmente e ritualmente obliterata da Nabucodonosor II in vista della sua ricostruzione che, senza alcuna modifica, dovrebbe aver seguito l’impianto originale. Tuttavia, questa attività edilizia – testimoniata dal ritrovamento di alcuni mattoni e di un frammento di cilindro che recano un’iscrizione di questo sovrano - non è stata confermata. Infatti, nessuna struttura sopra il riempimento sabbioso del tempio è stata identificata (manca ancora la prova finale). Questa struttura, che costituisce l’edificio principale del sito, è stata identificata con il tempio di Lugal-Marda chiamato E’igikalama (e2-igi-kalam-ma), “Occhio del Paese”. Secondo le fonti scritte, questo risalirebbe almeno ai tempi del re Naram-Sin di Akkad (ca. XXIII secolo a.C.) e sarebbe stato successivamente ricostruito dai sovrani cassiti Kadashman-Enlil e Kadashman-Turgu e dai re neo-babilonesi Nabucodonosor II e Nabonidus.

## Storia
Sebbene la presenza di fonti testuali e di alcuni sigilli in stile accadico, non è possibile ricostruire la storia di Marad durante la fine del III Millennio. Durante il Periodo Ur III il centro sembra possedere un governatore (ensi). Allo stesso modo, come nel caso di altre città babilonesi settentrionali (sebbene Marad sia al confine con la Babilonia meridionale), poche sono anche le informazioni per il periodo immediatamente successivo alla fine della fase Ur III. In questo periodo la città, come altri siti della regione, sembra essere sotto il controllo dell’importante centro meridionale di Isin. 
Le tavolette dell’archivio di Ilum-bani e il ritrovamento nell’area di scavo in prossimità del tempio del dio Lugal-Marda (il santuario principale della città), durante la campagna irachena del 2005, di alcuni testi cuneiformi legali ed economici recanti nomi di anno di alcuni sovrani, invece, forniscono alcune informazioni sul periodo paleo-babilonese (ca. 1880-1850 a.C.). A cavallo tra il 1890/80 a.C. e 1869 a.C. ca., la città di Marad risulta autonoma e governata da cinque sovrani. La fine dell'indipendenza, spesso, è stata collegata ad eventi che coinvolgono vicina città di Kazullu, noti grazie a tre nomi di anno del sovrano babilonese Sumu-la-El: anno diciotto, secondo il quale questo sovrano avrebbe "cacciato" il re Yahzir-El da Kazallu; anno venti, che celebra la distruzione delle mura di Kazullu; e anno venticinque, che riporta la sconfitta definitiva di Yahzir-El. Al momento non ci sono prove sicure, ma è del tutto possibile che sulla scia della sconfitta e della distruzione delle mura di Kazallu anche la vicina Marad conobbe sorte simile. Dopo questo episodio, Marad sembra essere rimasta sotto il controllo babilonese, come documenta una tavoletta inedita del British Museum (BM 112347), che include un giuramento da parte del sovrano babilonese Sabium a Lugal-Marada. Dopo questo avvenimento, non vi sono più notizie su Marad. Charpin ipotizza che questa città sia rientrata all’interno della lotta di potere tra Isin e Larsa, prima di essere conquistata nuovamente dal sovrano Babilonese Sin-muballit, ma non ci sono prove a favore o contro questa ipotesi. L'unica informazione giunge dal nome del dodicesimo anno di Sin-muballit, che ricorda la costruzione delle mura difensive di Marad. Tuttavia, potremmo presumere con sicurezza che il centro si trovava saldamente nelle mani di Babilonia dopo la conquista di Larsa da parte di Hammurabi nel 1763 a.C. Il destino della città dopo il regno di Hammurabi è del tutto sconosciuto.
I ritrovamenti di mattoni iscritti e di un frammento di cilindro con iscrizione cuneiforme, oltre al cilindro conservato presso i Musei Vaticani, di probabile provenienza locale, volti a celebrare l’attività edilizia sostenuta da Nabucodonosor II, testimoniano tuttavia come Marad abbia continuato a giocare un ruolo importante all’interno della regione anche nel corso del I Millennio a.C.